# Lijst van voetbalinterlands Liechtenstein - Oostenrijk
Deze lijst van voetbalinterlands is een overzicht van alle officiële voetbalwedstrijden tussen de nationale teams van Liechtenstein en Oostenrijk. De buurlanden hebben tot op heden acht keer tegen elkaar gespeeld. De eerste ontmoeting, een kwalificatiewedstrijd voor het Europees kampioenschap voetbal 1996,  was in Eschen op 7 september 1994. Het laatste duel, een kwalificatiewedstrijd voor het Europees kampioenschap voetbal 2016, vond plaats op 12 oktober 2015 in Wenen.

## Wedstrijden
| № | Plaats    | Datum            | Competitie           | Wedstrijd                  | Uitslag |
| - | --------- | ---------------- | -------------------- | -------------------------- | ------- |
| 1 | Eschen    | 7 september 1994 | EK 1996 kwalificatie | Liechtenstein − Oostenrijk | 0 − 4   |
| 2 | Salzburg  | 26 april 1995    | EK 1996 kwalificatie | Oostenrijk − Liechtenstein | 7 − 0   |
| 3 | Wenen     | 2 juni 1998      | Vriendschappelijk    | Oostenrijk − Liechtenstein | 6 − 0   |
| 4 | Vaduz     | 7 oktober 2000   | WK 2002 kwalificatie | Liechtenstein − Oostenrijk | 0 − 1   |
| 5 | Innsbruck | 25 april 2001    | WK 2002 kwalificatie | Oostenrijk − Liechtenstein | 2 − 0   |
| 6 | Vaduz     | 6 oktober 2006   | Vriendschappelijk    | Liechtenstein − Oostenrijk | 1 − 2   |
| 7 | Vaduz     | 27 maart 2015    | EK 2016 kwalificatie | Liechtenstein − Oostenrijk | 0 − 5   |
| 8 | Wenen     | 12 oktober 2015  | EK 2016 kwalificatie | Oostenrijk − Liechtenstein | 3 − 0   |

## Samenvatting
| Competitie        | Totaal gespeeld | Winst Liechtenstein | Gelijk | Winst Oostenrijk | Doelsaldo Liechtenstein – Oostenrijk |
| ----------------- | --------------- | ------------------- | ------ | ---------------- | ------------------------------------ |
| WK-kwalificatie   | 2               | 0                   | 0      | 2                | 0 − 3                                |
| EK-kwalificatie   | 4               | 0                   | 0      | 4                | 0 − 19                               |
| Vriendschappelijk | 2               | 0                   | 0      | 2                | 1 − 8                                |
| Totaal            | 8               | 0                   | 0      | 8                | 1 − 30                               |

## Details

### Eerste ontmoeting
| EK 1996 kwalificatie (scheidsrechter Wieland Ziller, Eschen, 7 september 1994):                                                                                   |              | |
| Liechtenstein | 0 – 4        | Oostenrijk |
| | goals        | 18' Toni Polster 22' Franz Aigner 45' Toni Polster 78' Toni Polster |
| Dietrich Weise | bondscoach   | Herbert Prohaska |
| Martin Heeb Patrick Hefti Roland Moser Jürgen Ospelt Daniel Telser Wolfgang Ospelt 28' Alexander Quaderer Harry Zech 69' Peter Klaunzer Daniel Hasler Mario Frick | opstellingen | Franz Wohlfahrt Peter Schöttel Jürgen Werner Johann Kogler Christian Prosenik Franz Aigner Wolfgang Feiersinger Peter Stöger 74' Heimo Pfeifenberger 62' Andreas Ogris Toni Polster |
| Thomas Hanselmann 28' Christian Matt 68' | wissels      | 62' Harald Cerny 74' Thomas Flögel |
| | gele kaarten | 21' Heimo Pfeifenberger 54' Jürgen Werner |
| - Debuut van Jürgen Werner (FC Linz) en Johann Kogler (FC Admira/Wacker) voor Oostenrijk.                                                                         |              | |

### Zevende ontmoeting
| EK 2016 kwalificatie (scheidsrechter Felix Zwayer, Vaduz, 27 maart 2015):                                                                                                  |              | |
| Liechtenstein | 0 – 5        | Oostenrijk |
| | goals        | 14' Martin Harnik 16' Marc Janko 58' David Alaba 74' Zlatko Junuzović 90+3' Marko Arnautović                                                                                               |
| René Pauritsch | bondscoach   | Marcel Koller |
| Peter Jehle Franz Burgmeier Yves Oehri Daniel Kaufmann Andreas Christen 83' Ivan Quintans 55' Martin Büchel 88' Nicolas Hasler Sandro Wieser Michele Polverino Mario Frick | opstellingen | Robert Almer Florian Klein Christian Fuchs Aleksandar Dragović David Alaba Martin Hinteregger 82' Zlatko Junuzović Julian Baumgartlinger 73' Martin Harnik 76' Marc Janko Marko Arnautović |
| Dennis Salanovic 55' Simon Kühne 83' Robin Gubser 88' | wissels      | 73' Marcel Sabitzer 76' Marco Djuricin 82' Christoph Leitgeb |
| Peter Jehle 32' | gele kaarten | 38' Florian Klein |
| - Debuut van Marco Djuricin (Red Bull Salzburg) voor Oostenrijk. |              | |

LFV · A-internationals · Bondscoaches · Statistieken · Liechtensteins vrouwenelftal · Liechtenstein U21 · Liechtenstein U19 · Liechtenstein U18 · Liechtenstein U17 · Liechtenstein U16
1980 – 1989 ·
1990 – 1999 ·
2000 – 2009 ·
2010 – 2019 ·
2020 − 2029
1981 · 
1982 · 
1983 · 
1984 · 
1985 · 
1986 · 
1987 · 
1988 · 
1989 · 
1990 · 
1991 · 
1992 · 
1993 · 
1994 · 
1995 · 
1996 · 
1997 · 
1998 · 
1999 · 
2000 · 
2001 · 
2002 · 
2003 · 
2004 · 
2005 · 
2006 · 
2007 · 
2008 · 
2009 · 
2010 · 
2011 · 
2012 ·
2013 ·
2014 ·
2015 ·
2016 ·
2017 ·
2018 ·
2019 ·
2020 ·
2021 ·
2022 ·
2023 ·
2024
Albanië ·
Andorra ·
Armenië ·
Australië ·
Azerbeidzjan ·
België ·
Bosnië en Herzegovina ·
China ·
Denemarken ·
Duitsland ·
Engeland ·
Estland ·
Faeröer ·
Finland ·
Georgië ·
Gibraltar ·
Griekenland ·
Hongarije ·
Hongkong ·
Ierland ·
IJsland ·
Indonesië ·
Israël ·
Italië · 
Kaapverdië ·
Kazachstan ·
Kroatië ·
Letland ·
Litouwen ·
Luxemburg ·
Malta ·
Moldavië ·
Montenegro ·
Nederland ·
Noord-Ierland ·
Noord-Macedonië ·
Oostenrijk ·
Polen ·
Portugal ·
Qatar ·
Roemenië ·
Rusland ·
San Marino ·
Saoedi-Arabië ·
Schotland ·
Slowakije ·
Spanje ·
Thailand ·
Togo ·
Tsjechië ·
Turkije ·
Verenigde Staten ·
Wales ·
Wit-Rusland ·
Zweden ·
Zwitserland
ÖFB · A-internationals · Selecties · Bondscoaches · Oostenrijks vrouwenelftal · Olympisch elftal · Oostenrijk U21 · Oostenrijk U20 · Oostenrijk U19 · Oostenrijk U18 · Oostenrijk U17 · Oostenrijk U16 · Vrouwen U17
1902 – 1919 ·
1920 – 1929 ·
1930 – 1939 ·
1940 – 1949 ·
1950 – 1959 ·
1960 – 1969 ·
1970 – 1979 ·
1980 – 1989 ·
1990 – 1999 ·
2000 – 2009 ·
2010 – 2019 ·
2020 – 2029
EK's: 2008 · 
2016 · 
2020 · 
2024
WK's: 1934 · 
1954 · 
1958 · 
1978 · 
1982 · 
1990 · 
1998
OS: 1912 ·
1936 ·
1948 ·
1952
1902 · 
1903 · 
1904 · 
1905 · 
1906 · 
1907 · 
1908 · 
1909 · 
1910 · 
1911 · 
1912 · 
1913 · 
1914 · 
1915 · 
1916 · 
1917 · 
1918 · 
1919 · 
1920 · 
1921 · 
1922 · 
1923 · 
1924 · 
1925 · 
1926 · 
1927 · 
1928 · 
1929 · 
1930 · 
1931 · 
1932 · 
1933 · 
1934 · 
1935 · 
1936 · 
1937 · 
1938 · 1939 · 1940 · 1941 · 1942 · 1943 · 1944 · 1945 · 
1946 · 
1947 · 
1948 · 
1949 · 
1950 · 
1952 · 
1952 · 
1953 · 
1954 · 
1955 · 
1956 · 
1957 · 
1958 · 
1959 · 
1960 · 
1961 · 
1962 · 
1963 · 
1964 · 
1965 · 
1966 · 
1967 · 
1968 · 
1969 · 
1970 · 
1971 · 
1972 · 
1973 · 
1974 · 
1975 · 
1976 · 
1977 · 
1978 · 
1979 · 
1980 · 
1981 · 
1982 · 
1983 · 
1984 · 
1985 · 
1986 · 
1987 · 
1988 · 
1989 · 
1990 ·
1991 · 
1992 · 
1993 · 
1994 · 
1995 · 
1996 · 
1997 · 
1998 · 
1999 · 
2000 · 
2001 · 
2002 · 
2003 · 
2004 · 
2005 · 
2006 · 
2007 · 
2008 · 
2009 · 
2010 · 
2011 · 
2012 · 
2013 · 
2014 · 
2015 · 
2016 · 
2017 · 
2018 · 
2019 · 
2020 · 
2021 ·
2022
Albanië ·
Algerije ·
Andorra ·
Argentinië ·
Azerbeidzjan ·
België ·
Bosnië en Herzegovina ·
Brazilië ·
Bulgarije ·
Canada ·
Chili ·
Costa Rica ·
Cyprus ·
Denemarken ·
DDR ·
Duitsland ·
Egypte ·
Engeland ·
Estland ·
Faeröer ·
Finland ·
Frankrijk ·
Georgië ·
Ghana ·
Griekenland ·
Hongarije ·
Ierland ·
IJsland ·
Iran ·
Israël ·
Italië ·
Ivoorkust ·
Japan ·
Joegoslavië ·
Kameroen ·
Kazachstan ·
Kroatië ·
Letland ·
Liechtenstein ·
Litouwen ·
Luxemburg ·
Malta ·
Moldavië ·
Montenegro ·
Nederland ·
Nigeria ·
Noord-Ierland ·
Noord-Macedonië ·
Noorwegen ·
Oekraïne ·
Paraguay ·
Peru ·
Polen ·
Portugal ·
Roemenië ·
Rusland ·
San Marino ·
Schotland ·
Servië ·
Slovenië ·
Slowakije ·
Sovjet-Unie ·
Spanje ·
Trinidad en Tobago ·
Tsjechië ·
Tsjecho-Slowakije ·
Tunesië ·
Turkije ·
Uruguay ·
Venezuela ·
Verenigde Staten ·
Wales ·
Wit-Rusland ·
Zweden ·
Zwitserland
Algerije (1982) · 
Chili (1982) · 
Duitsland (2008) · 
Frankrijk (1982) · 
Hongarije (2016) · 
Italië (2021) · 
Kroatië (2008) · 
Nederland (2021) · 
Noord-Ierland (1982) · 
Noord-Macedonië (2021) · 
Oekraïne (2021) · 
Polen (2008) ·  
Portugal (2016) · 
West-Duitsland (1982)